# Casa del gobernador Henry Lippitt
La Casa del gobernador Henry Lippitt es una casa museo histórica en 199 Hope Street en el lado este de la ciudad de Providence, la capital del estado de Rhode Island (Estados Unidos). Es un Monumento Histórico Nacional y una de las mejores mansiones de estilo italianizante en el estado y se considera uno de los ejemplos mejor conservados de casas de la era victoriana en el país. Es notable por su asociación con Henry Lippitt, un rico magnate textil que fue el 33° gobernador de Rhode Island. La casa es propiedad de Preserve Rhode Island y está abierta al público para visitas en temporada o con cita previa.

## Descripción
La casa Lippitt es una gran estructura de ladrillo de tres pisos, que descansa sobre una base de piedra rojiza y está rematada por un techo a cuatro aguas, excepto por un hastial que sobresale en la elevación frontal (occidental). Un ala de dos pisos se proyecta hacia la parte trasera (este) de la casa. Las esquinas del edificio están revestidas con piedra rojiza y hay hileras de cinturones de piedra rojiza entre el primer y el segundo piso. La entrada principal está protegida por un pórtico semicircular sostenido por columnas corintias estriadas. El porche tiene una línea de techo elaboradamente decorada, al igual que el techo principal y la puerta cochera en el lado norte.
El interior se encuentra en un notable estado de conservación. Las salas públicas en particular exhiben una amplia variedad de materiales y están ricamente decoradas con papel tapiz, carpintería, yeserías y estarcidos. Los accesorios de iluminación de gas originales todavía están presentes, pero se han convertido a electricidad. Los vitrales adornan los rellanos de las escaleras.
La casa es la mejor de un grupo de mansiones construidas a lo largo de Hope Street por ricos empresarios y políticos de Providence, que ahora forman parte del Distrito Histórico de Hope-Power–Cooke Streets.

## Historia

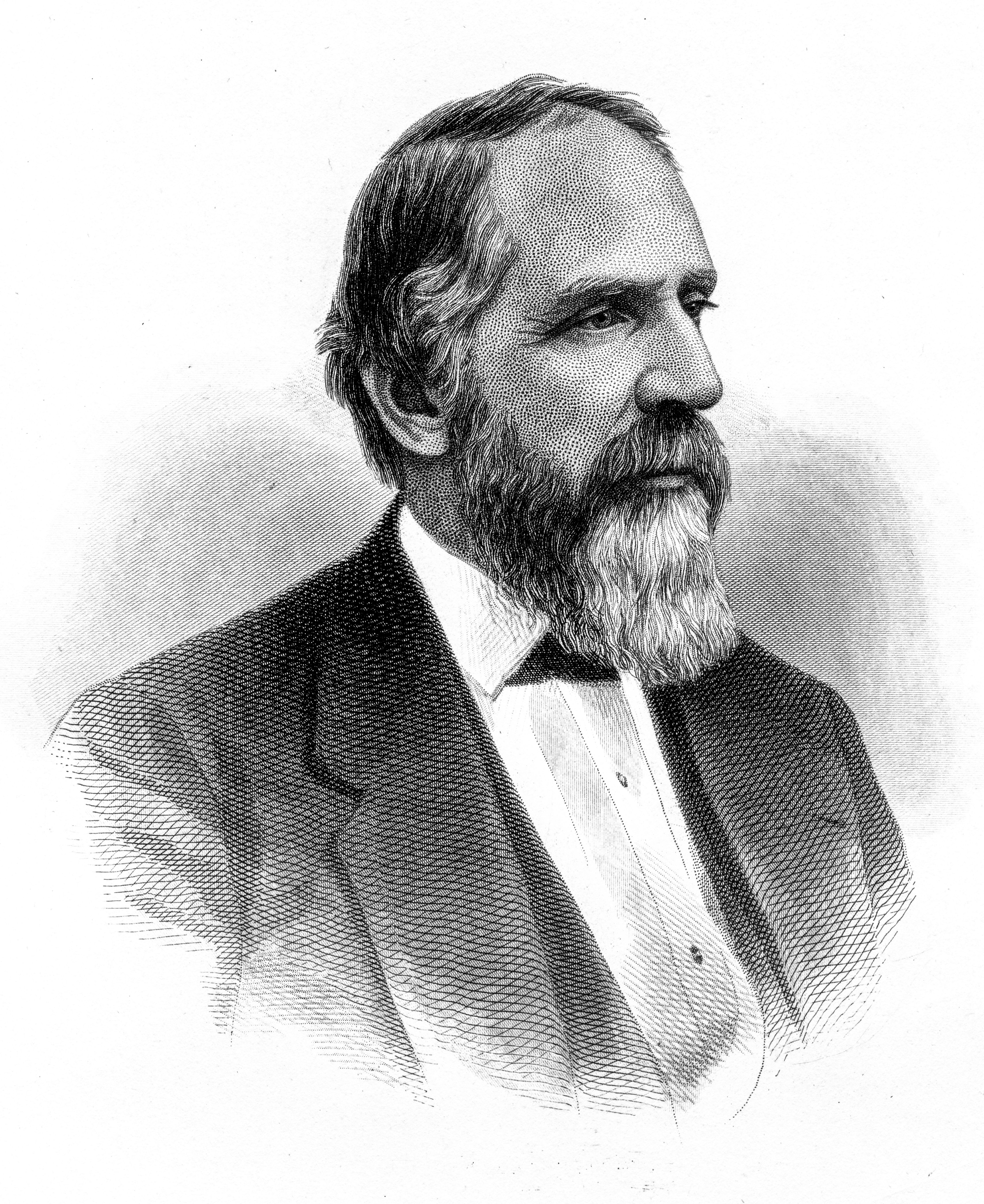
Henry Lippitt

La casa fue construida en 1865 por el gobernador Henry Lippitt y se basó libremente en un diseño de Russell Warren. Los descendientes de Lippitt vivieron en la casa hasta la década de 1970.
La casa fue incluida en el Registro Nacional de Lugares Históricos en 1972 y designada Monumento Histórico Nacional en 1976. En 1981, la familia Lippitt la donó a Preserve Rhode Island, que mantiene la casa como una casa museo histórica de la época victoriana.

### 150 aniversario
Para conmemorar el 150 aniversario de Lippitt House, el museo realizó una serie de exhibiciones y eventos en 2015.  La primera de ellas fue una exhibición al aire libre de seis esculturas de aluminio cepillado del artista Aaron Pexa.  Las esculturas, visibles en el jardín delantero de la mansión, eran siluetas coloridas que representan a las trabajadoras domésticas que trabajaban para Henry Lippitt.

## Galería

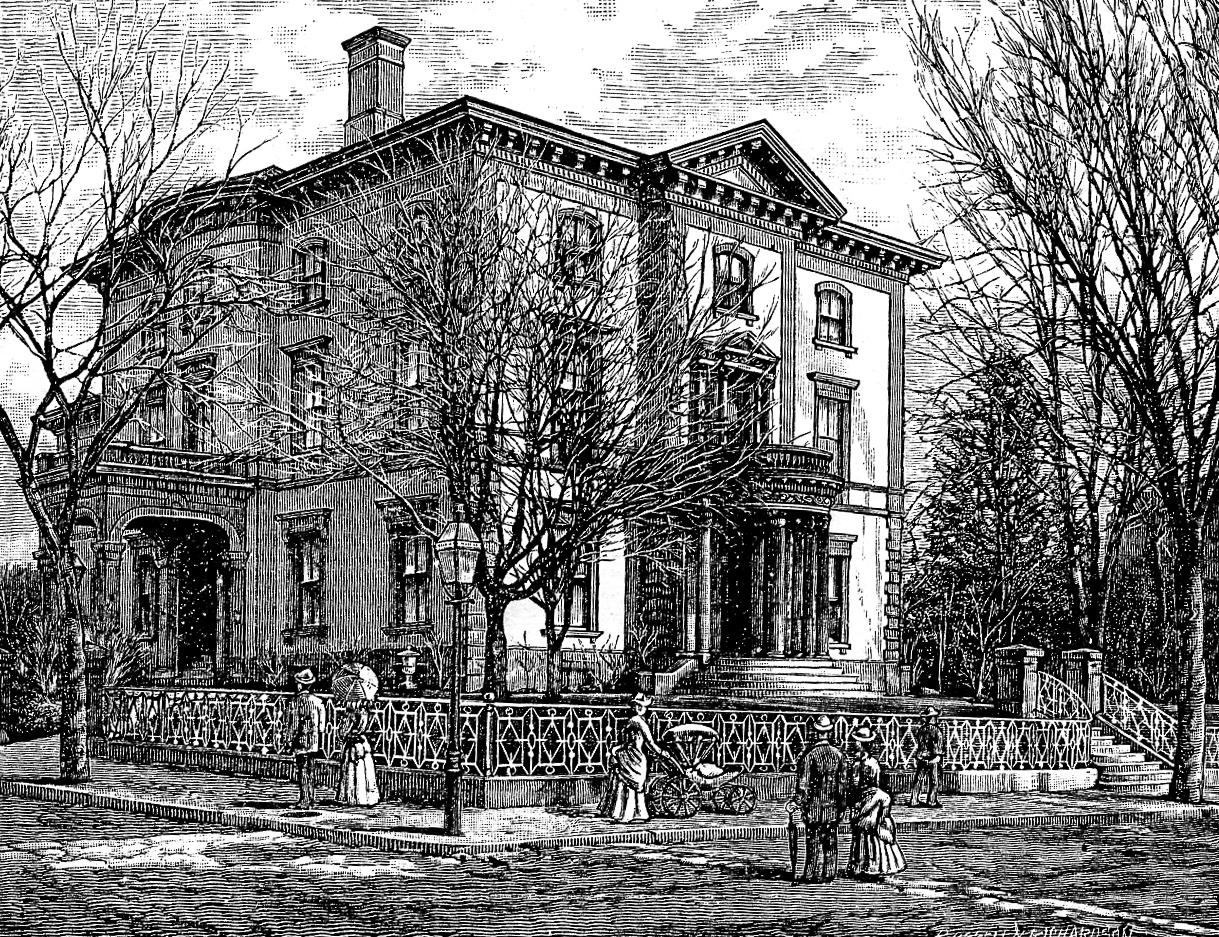
Grabado de 1886
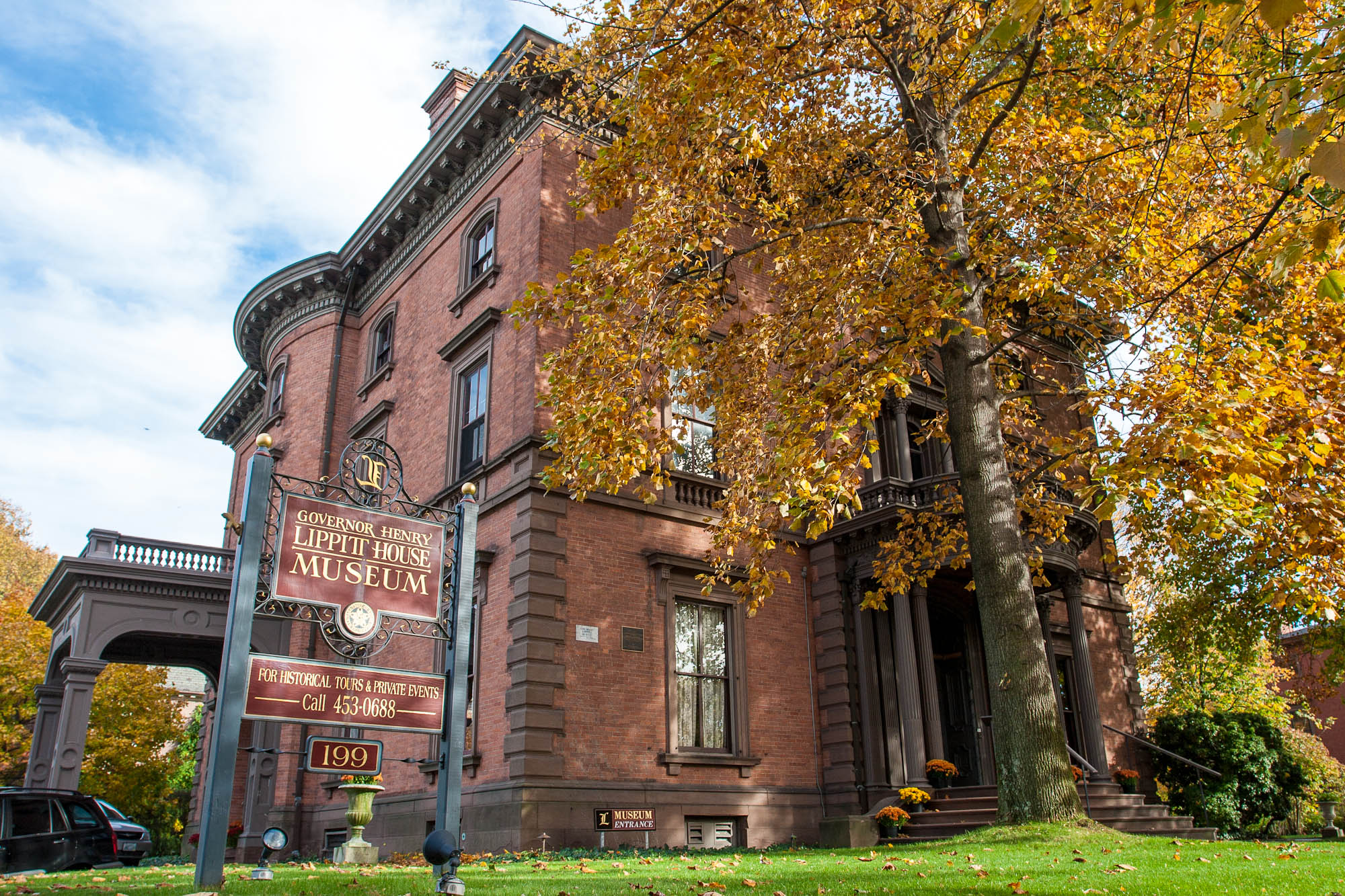
Otoño de 2005
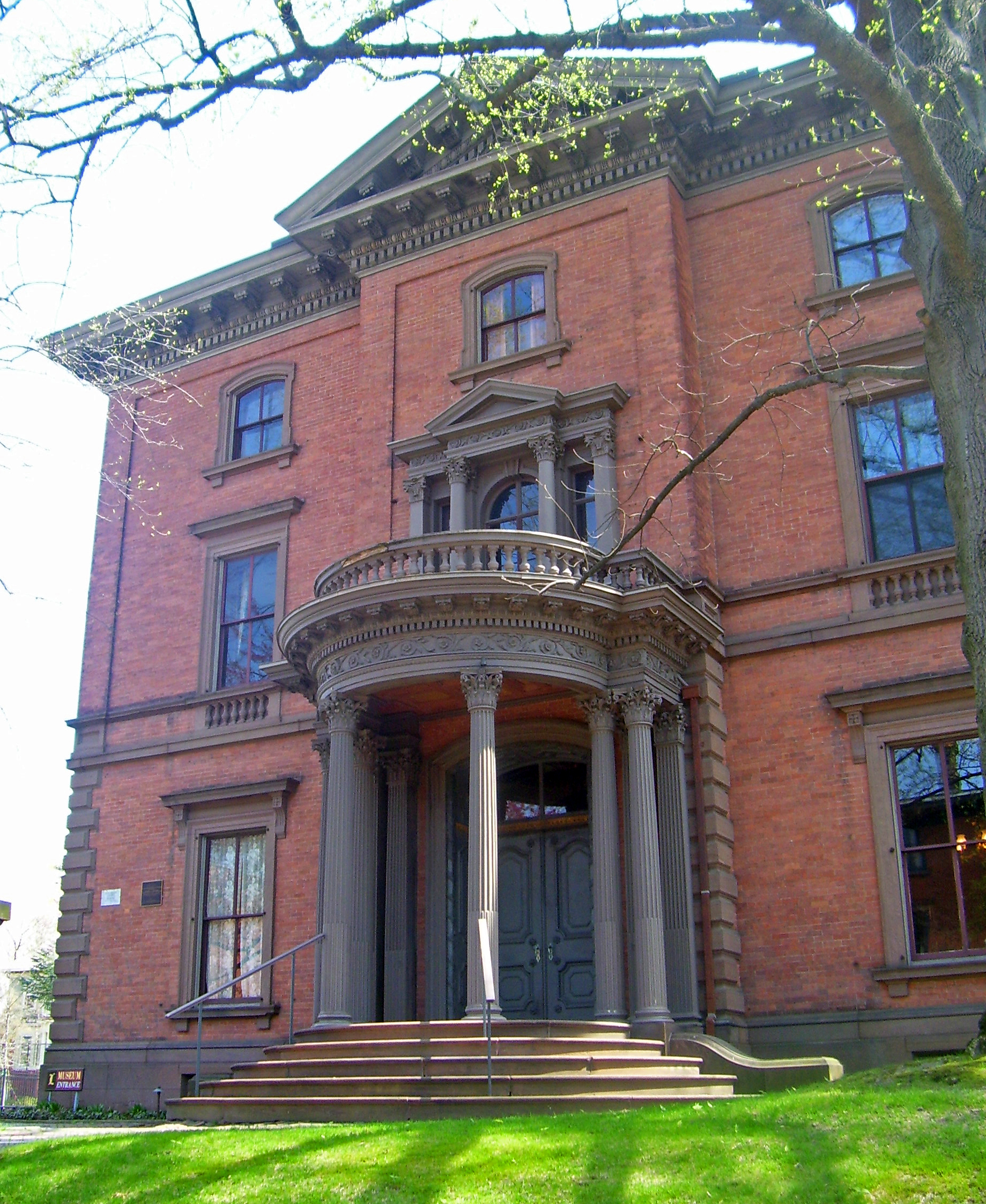
Fachada en 2008
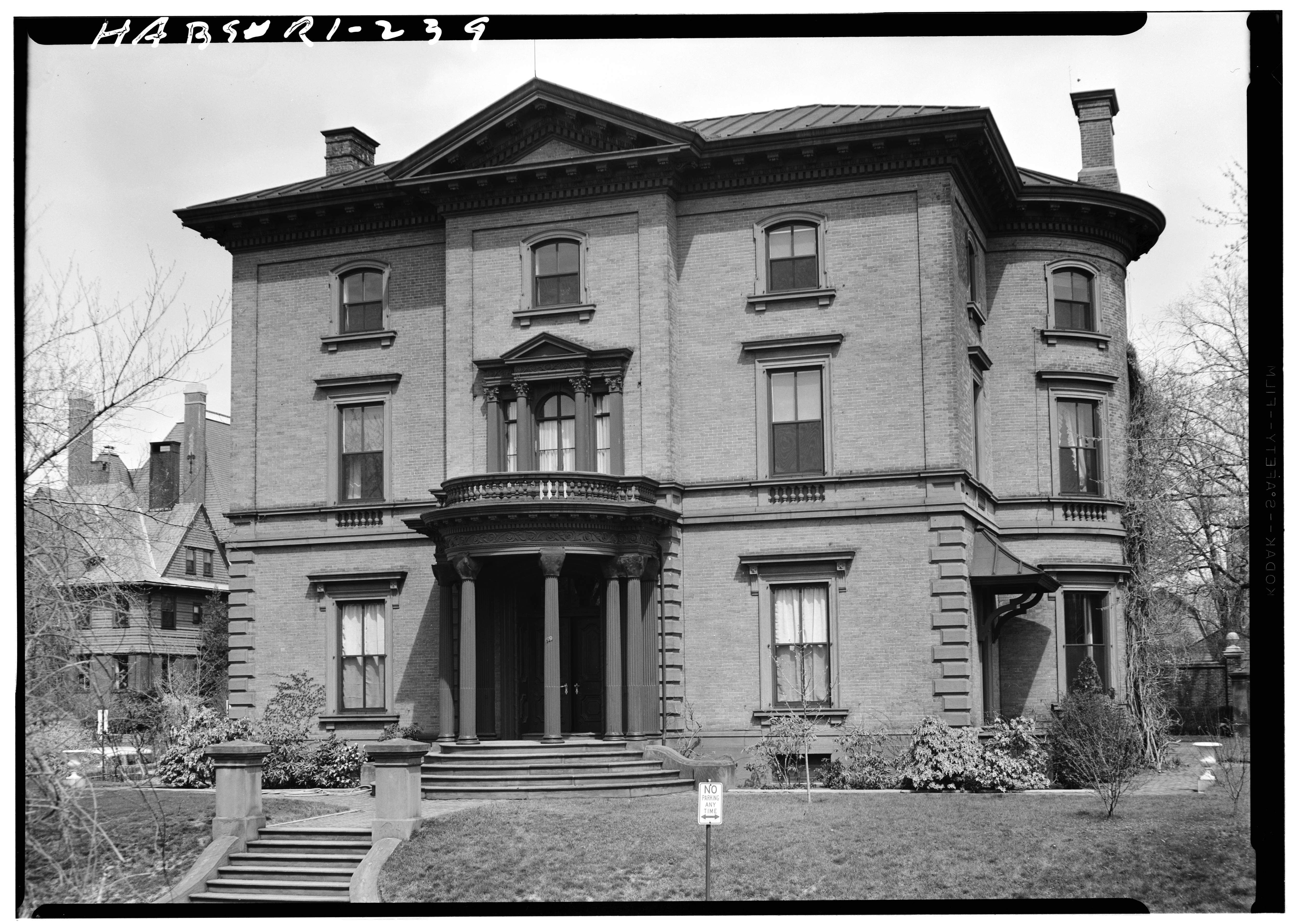
La casa en 1958